# Kvalifikace na Mistrovství světa ve fotbale 2010 (CAF)
Africké kvalifikace na Mistrovství světa ve fotbale 2010 se účastnilo 52 členských a přidružených zemí CAF, z kterých vzešlo 5 účastníků, jenž se připojili k Jihoafrické republice na šampionátu. Kvalifikace se účastnil i hostitel, přestože měl své místo na mistrovství garantované. Kvalifikace totiž sloužila zároveň i pro Africký pohár národů 2010 v Angole. Stejně tak Angola měla zaručené místo na Africkém poháru.
14. – 16. října 2007 a 17. – 19. listopadu 2007 předkole kvalifikace se střetlo šest nejslabších týmů Afriky podle žebříčku FIFA. První fáze probíhala od 31. května 2008 do 10. října 2008 a druhá fáze v roce 2009.

## Předkolo
Formát předkola kvalifikace původně počítal s pěti páry nejslabších afrických týmů které se střetnou ve dvouzápasovém bloku. CAF sestavila páry takto:
| Madagaskar                   | Komory                  |
| Somálsko                     | Svazijsko               |
| Svatý Tomáš a Princův ostrov | Středoafrická republika |
| Sierra Leone                 | Guinea-Bissau           |
| Seychely                     | Džibutsko               |

Na začátku srpna 2007 se Svatý Tomáš a Princův ostrov a Středoafrická republika vzdali boje o účast na MS (anglicky), čímž došlo k situaci, kdy nebylo třeba aby dva nejlepší týmy ze zbývajících osmi (Svazijsko a Seychely) pokračovali v předkole. Proto byly zformovány tři nové dvojice, které pak v říjnu a listopadu 2007 sehráli vzájemné zápasy. V případě dvojutkání mezi Džibutskem a Somálskem byl odehrán pouze jeden zápas, a to na půdě Džibutska, neboť FIFA shledává podmínky pro mezistátní zápasy v Somálsku za nevyhovující.
| domácí       | celkem | hosté         | 1.zápas | 2.zápas |
| ------------ | ------ | ------------- | ------- | ------- |
| Džibutsko    | 1 – 0  | Somálsko      | 1 – 0   | 1 – 0   |
| Sierra Leone | 1 – 0  | Guinea-Bissau | 1 – 0   | 0 – 0   |
| Madagaskar   | 10 – 2 | Komory        | 6 – 2   | 4 – 0   |

## První fáze kvalifikace
27. listopadu 2007 proběhlo v Durbanu v Jihoafrické republice losování, ve kterém bylo 48 zbývajících týmů zařazeno do 12 skupin po čtyřech týmech, ve kterých každý tým sehraje dva zápasy s každým soupeřem.

### Nasazování do košů
Do každé skupiny je losován jeden tým z každého výkonnostního koše.
| Koš A                                                                                        | Koš B | Koš C                                                                                               | Koš D                                                                                                   |
| -------------------------------------------------------------------------------------------- | --- | --------------------------------------------------------------------------------------------------- | --- |
| Kamerun Nigérie Pobřeží slonoviny Maroko Ghana Tunisko Egypt Guinea Senegal Mali Angola Togo | Zambie Jihoafrická republika Kapverdy DR Kongo Alžírsko Burkina Faso Benin Mosambik Libye Etiopie Konžská republika Zimbabwe | Uganda Botswana Rovníková Guinea Tanzanie Gabon Malawi Súdán Burundi Libérie Rwanda Eritrea Namibie | Gambie Mauritánie Keňa Čad Lesotho Mauricius Niger Svazijsko Seychely Sierra Leone Madagaskar Džibutsko |

### Skupina 1
| Tým       | Z | V | R | P | GV | GI | +/− | B  |
| --------- | - | - | - | - | -- | -- | --- | -- |
| Kamerun   | 6 | 5 | 1 | 0 | 14 | 2  | +12 | 16 |
| Kapverdy  | 6 | 3 | 0 | 3 | 7  | 8  | −1  | 9  |
| Tanzanie  | 6 | 2 | 2 | 2 | 9  | 6  | +3  | 8  |
| Mauricius | 6 | 0 | 1 | 5 | 3  | 17 | −14 | 1  |

|           | Flag of Cameroon | Flag of Cape Verde | Flag of Mauritius | Flag of Tanzania |
| --------- | ---------------- | ------------------ | ----------------- | ---------------- |
| Kamerun   | —                | 2 – 0              | 5 – 0             | 2 – 1            |
| Kapverdy  | 1 – 2            | —                  | 3 – 1             | 1 – 0            |
| Mauricius | 0 – 3            | 0 – 1              | —                 | 1 – 4            |
| Tanzanie  | 0 – 0            | 3 – 1              | 1 – 1             | —                |

### Skupina 2
| Tým      | Z | V | R | P | GV | GI | +/− | B  |
| -------- | - | - | - | - | -- | -- | --- | -- |
| Guinea   | 6 | 3 | 2 | 1 | 9  | 5  | +4  | 11 |
| Keňa     | 6 | 3 | 1 | 2 | 8  | 5  | +3  | 10 |
| Zimbabwe | 6 | 1 | 3 | 2 | 4  | 6  | −2  | 6  |
| Namibie  | 6 | 2 | 0 | 4 | 7  | 12 | −5  | 6  |

|          | Flag of Guinea | Flag of Kenya | Flag of Namibia | Flag of Zimbabwe |
| -------- | -------------- | ------------- | --------------- | ---------------- |
| Guinea   | —              | 3 – 2         | 4 – 0           | 0 – 0            |
| Keňa     | 2 – 0          | —             | 1 – 0           | 2 – 0            |
| Namibie  | 1 – 2          | 2 – 1         | —               | 4 – 2            |
| Zimbabwe | 0 – 0          | 0 – 0         | 2 – 0           | —                |

### Skupina 3
| Tým    | Z | V | R | P | GV | GI | +/− | B  |
| ------ | - | - | - | - | -- | -- | --- | -- |
| Benin  | 6 | 4 | 0 | 2 | 12 | 8  | +4  | 12 |
| Angola | 6 | 3 | 1 | 2 | 11 | 8  | +3  | 10 |
| Uganda | 6 | 3 | 1 | 2 | 8  | 9  | −1  | 10 |
| Niger  | 6 | 1 | 0 | 5 | 5  | 11 | −6  | 3  |

|        | Flag of Angola | Flag of Benin | Flag of Niger | Flag of Uganda |
| ------ | -------------- | ------------- | ------------- | -------------- |
| Angola | —              | 3 – 0         | 3 – 1         | 0 – 0          |
| Benin  | 3 – 2          | —             | 2 – 0         | 4 – 1          |
| Niger  | 1 – 2          | 0 – 2         | —             | 3 – 1          |
| Uganda | 3 – 1          | 2 – 1         | 1 – 0         | —              |

### Skupina 4
| Tým                   | Z | V | R | P | GV | GI | +/− | B  |
| --------------------- | - | - | - | - | -- | -- | --- | -- |
| Nigérie               | 6 | 6 | 0 | 0 | 11 | 1  | +10 | 18 |
| Jihoafrická republika | 6 | 2 | 1 | 3 | 5  | 5  | 0   | 7  |
| Sierra Leone          | 6 | 2 | 1 | 3 | 4  | 8  | −4  | 7  |
| Rovníková Guinea      | 6 | 1 | 0 | 5 | 4  | 10 | −6  | 3  |

|                       | Flag of Equatorial Guinea | Flag of Nigeria | Flag of Sierra Leone | Flag of South Africa |
| --------------------- | ------------------------- | --------------- | -------------------- | -------------------- |
| Rovníková Guinea      | —                         | 0 – 1           | 2 – 0                | 0 – 1                |
| Nigérie               | 2 – 0                     | —               | 4 – 1                | 2 – 0                |
| Sierra Leone          | 2 – 1                     | 0 – 1           | —                    | 1 – 0                |
| Jihoafrická republika | 4 – 1                     | 0 – 1           | 0 – 0                | —                    |

### Skupina 5
| Tým     | Z | V | R | P | GV | GI | +/− | B  |
| ------- | - | - | - | - | -- | -- | --- | -- |
| Ghana   | 6 | 4 | 0 | 2 | 11 | 5  | +6  | 12 |
| Gabon   | 6 | 4 | 0 | 2 | 8  | 3  | +5  | 12 |
| Libye   | 6 | 4 | 0 | 2 | 7  | 4  | +3  | 12 |
| Lesotho | 6 | 0 | 0 | 6 | 2  | 16 | −14 | 0  |

|         | Flag of Gabon | Flag of Ghana | Flag of Lesotho | Flag of Libya |
| ------- | ------------- | ------------- | --------------- | ------------- |
| Gabon   | —             | 2 – 0         | 2 – 0           | 1 – 0         |
| Ghana   | 2 – 0         | —             | 3 – 0           | 3 – 0         |
| Lesotho | 0 – 3         | 2 – 3         | —               | 0 – 1         |
| Libye   | 1 – 0         | 1 – 0         | 4 – 0           | —             |

### Skupina 6
| Tým      | Z | V | R | P | GV | GI | +/− | B  |
| -------- | - | - | - | - | -- | -- | --- | -- |
| Alžírsko | 6 | 3 | 1 | 2 | 7  | 4  | +3  | 10 |
| Gambie   | 6 | 2 | 3 | 1 | 6  | 3  | +3  | 9  |
| Senegal  | 6 | 2 | 3 | 1 | 9  | 7  | +2  | 9  |
| Libérie  | 6 | 0 | 3 | 3 | 4  | 12 | −8  | 3  |

|          | Flag of Algeria | Flag of The Gambia | Flag of Liberia | Flag of Senegal |
| -------- | --------------- | ------------------ | --------------- | --------------- |
| Alžírsko | —               | 1 – 0              | 3 – 0           | 3 – 2           |
| Gambie   | 1 – 0           | —                  | 3 – 0           | 0 – 0           |
| Libérie  | 0 – 0           | 1 – 1              | —               | 2 – 2           |
| Senegal  | 1 – 0           | 1 – 1              | 3 – 1           | —               |

### Skupina 7
| Tým               | Z | V | R | P | GV | GI | +/− | B  |
| ----------------- | - | - | - | - | -- | -- | --- | -- |
| Pobřeží slonoviny | 6 | 3 | 3 | 0 | 10 | 2  | +8  | 12 |
| Mosambik          | 6 | 2 | 2 | 2 | 7  | 5  | +2  | 8  |
| Madagaskar        | 6 | 1 | 3 | 2 | 2  | 7  | −5  | 6  |
| Botswana          | 6 | 1 | 2 | 3 | 3  | 8  | −5  | 5  |

|                   | Flag of Botswana | Flag of Côte d'Ivoire | Flag of Madagascar | Flag of Mozambique |
| ----------------- | ---------------- | --------------------- | ------------------ | ------------------ |
| Botswana          | —                | 1 – 1                 | 0 – 0              | 0 – 1              |
| Pobřeží slonoviny | 4 – 0            | —                     | 3 – 0              | 1 – 0              |
| Madagaskar        | 1 – 0            | 0 – 0                 | —                  | 1 – 1              |
| Mosambik          | 1 – 2            | 1 – 1                 | 3 – 0              | —                  |

### Skupina 8
| Tým        | Z | V | R | P | GV | GI | +/− | B |
| ---------- | - | - | - | - | -- | -- | --- | - |
| Maroko     | 4 | 3 | 0 | 1 | 11 | 5  | +6  | 9 |
| Rwanda     | 4 | 3 | 0 | 1 | 7  | 3  | +4  | 9 |
| Mauritánie | 4 | 0 | 0 | 4 | 2  | 12 | −10 | 0 |

|            | Flag of Mauritania | Flag of Morocco | Flag of Rwanda |
| ---------- | ------------------ | --------------- | -------------- |
| Mauritánie | —                  | 1 – 4           | 0 – 1          |
| Maroko     | 4 – 1              | —               | 2 – 0          |
| Rwanda     | 3 – 0              | 3 – 1           | —              |

- Etiopie odehrála ve skupině 4 zápasy, ale poté ji FIFA kvůli vnitřním problémům v etiopském fotbalovém svazu vyloučila.[3]

### Skupina 9
| Tým          | Z | V | R | P | GV | GI | +/− | B  |
| ------------ | - | - | - | - | -- | -- | --- | -- |
| Burkina Faso | 6 | 5 | 1 | 0 | 14 | 5  | +9  | 16 |
| Tunisko      | 6 | 4 | 1 | 1 | 11 | 3  | +8  | 13 |
| Burundi      | 6 | 2 | 0 | 4 | 5  | 9  | −4  | 6  |
| Seychely     | 6 | 0 | 0 | 6 | 4  | 17 | −13 | 0  |

|              | Flag of Burkina Faso | Flag of Burundi | Flag of the Seychelles | Flag of Tunisia |
| ------------ | -------------------- | --------------- | ---------------------- | --------------- |
| Burkina Faso | —                    | 2 – 0           | 4 – 1                  | 0 – 0           |
| Burundi      | 1 – 3                | —               | 1 – 0                  | 0 – 1           |
| Seychely     | 2 – 3                | 1 – 2           | —                      | 0 – 2           |
| Tunisko      | 1 – 2                | 2 – 1           | 5 – 0                  | —               |

### Skupina 10
| Tým               | Z | V | R | P | GV | GI | +/− | Pts |
| ----------------- | - | - | - | - | -- | -- | --- | --- |
| Mali              | 6 | 4 | 0 | 2 | 13 | 8  | +5  | 12  |
| Súdán             | 6 | 3 | 0 | 3 | 9  | 9  | 0   | 9   |
| Konžská republika | 6 | 3 | 0 | 3 | 7  | 8  | −1  | 9   |
| Čad               | 6 | 2 | 0 | 4 | 7  | 11 | −4  | 6   |

|                   | Flag of Chad | Flag of the Republic of the Congo | Flag of Mali | Flag of Sudan |
| ----------------- | ------------ | --------------------------------- | ------------ | ------------- |
| Čad               | —            | 2 – 1                             | 1 – 2        | 1 – 3         |
| Konžská republika | 2 – 0        | —                                 | 1 – 0        | 1 – 0         |
| Mali              | 2 – 1        | 4 – 2                             | —            | 3 – 0         |
| Súdán             | 1 – 2        | 2 – 0                             | 3 – 2        | —             |

### Skupina 11
| Tým       | Z | V | R | P | GV | GI | +/− | B |
| --------- | - | - | - | - | -- | -- | --- | - |
| Zambie    | 4 | 2 | 1 | 1 | 2  | 1  | +1  | 7 |
| Togo      | 4 | 2 | 0 | 2 | 8  | 3  | +5  | 6 |
| Svazijsko | 4 | 1 | 1 | 2 | 2  | 8  | −6  | 4 |

|           | Flag of Swaziland | Flag of Togo | Flag of Zambia |
| --------- | ----------------- | ------------ | -------------- |
| Svazijsko | —                 | 2 – 1        | 0 – 0          |
| Togo      | 6 – 0             | —            | 1 – 0          |
| Zambie    | 1 – 0             | 1 – 0        | —              |

 Eritrea odstoupila z bojů 28. března 2008 a nebyla nikým nahrazena.

### Skupina 12
| Tým       | Z | V | R | P | GV | GI | +/− | B  |
| --------- | - | - | - | - | -- | -- | --- | -- |
| Egypt     | 6 | 5 | 0 | 1 | 13 | 2  | +11 | 15 |
| Malawi    | 6 | 4 | 0 | 2 | 14 | 5  | +9  | 12 |
| DR Kongo  | 6 | 3 | 0 | 3 | 14 | 6  | +8  | 9  |
| Džibutsko | 6 | 0 | 0 | 6 | 2  | 30 | −28 | 0  |

|           | Flag of the Democratic Republic of the Congo | Flag of Djibouti | Flag of Egypt | Flag of Malawi |
| --------- | -------------------------------------------- | ---------------- | ------------- | -------------- |
| DR Kongo  | —                                            | 5 – 1            | 0 – 1         | 1 – 0          |
| Džibutsko | 0 – 6                                        | —                | 0 – 4         | 0 – 3          |
| Egypt     | 2 – 1                                        | 4 – 0            | —             | 2 – 0          |
| Malawi    | 2 – 1                                        | 8 – 1            | 1 – 0         | —              |

### Pořadí týmů na druhých místech
Spolu s dvanácti vítězi skupin postoupilo do druhé fáze také 8 nejlepších týmů ze druhých míst. V žebříčku týmů ze 2. míst se počítaly jenom výsledky s 1. a 3. týmem ve skupině.
| Sk. | Tým                   | Z | V | R | P | GV | GI | +/− | B |
| --- | --------------------- | - | - | - | - | -- | -- | --- | - |
| 8   | Rwanda                | 4 | 3 | 0 | 1 | 7  | 3  | +4  | 9 |
| 2   | Keňa                  | 4 | 2 | 1 | 1 | 6  | 3  | +3  | 7 |
| 9   | Tunisko               | 4 | 2 | 1 | 1 | 4  | 3  | +1  | 7 |
| 11  | Togo                  | 4 | 2 | 0 | 2 | 8  | 3  | +5  | 6 |
| 5   | Gabon                 | 4 | 2 | 0 | 2 | 3  | 3  | 0   | 6 |
| 10  | Súdán                 | 4 | 2 | 0 | 2 | 5  | 6  | −1  | 6 |
| 12  | Malawi                | 4 | 2 | 0 | 2 | 3  | 4  | −1  | 6 |
| 7   | Mosambik              | 4 | 1 | 2 | 1 | 5  | 3  | +2  | 5 |
| 6   | Gambie                | 4 | 1 | 2 | 1 | 2  | 2  | 0   | 5 |
| 3   | Angola                | 4 | 1 | 1 | 2 | 6  | 6  | 0   | 4 |
| 1   | Kapverdy              | 4 | 1 | 0 | 3 | 3  | 7  | −4  | 3 |
| 4   | Jihoafrická republika | 4 | 0 | 1 | 3 | 0  | 4  | −4  | 1 |

## Druhá fáze kvalifikace
20 postupujících týmů z první fáze se v pěti skupinách utkalo o postup na závěrečný turnaj Mistrovství světa a Afrického poháru národů. Na MS postupoval vždy první tým ve skupině a na Afrického poháru národů se kvalifikovaly první tři týmy ve skupině.

### Nasazování do košů
Týmy byly zařazeny do košů dle aktuálního umístění v žebříčku zemí FIFA (číslo v závorce za jménem země). Los proběhl 22. října 2008 v Curychu a do každé skupiny byl zařazen jeden tým z každého koše.
| Koš 1                                                                  | Koš 2                                                        | Koš 3                                                         | Koš 4                                                         |
| ---------------------------------------------------------------------- | ------------------------------------------------------------ | ------------------------------------------------------------- | ------------------------------------------------------------- |
| Kamerun (12) Egypt (22) Ghana (25) Nigérie (27) Pobřeží slonoviny (29) | Guinea (41) Maroko (43) Tunisko (47) Mali (53) Alžírsko (56) | Burkina Faso (63) Gabon (67) Zambie (70) Keňa (79) Benin (81) | Rwanda (87) Togo (91) Mosambik (100) Súdán (106) Malawi (109) |

### Skupina 1
| Tým     | Z | V | R | P | GV | GI | +/− | B  |
| ------- | - | - | - | - | -- | -- | --- | -- |
| Kamerun | 6 | 4 | 1 | 1 | 9  | 2  | +7  | 13 |
| Gabon   | 6 | 3 | 0 | 3 | 9  | 7  | +2  | 9  |
| Togo    | 6 | 2 | 2 | 2 | 3  | 7  | −4  | 8  |
| Maroko  | 6 | 0 | 3 | 3 | 3  | 8  | −5  | 3  |

|         | Kamerun | Gabon | Maroko | Togo  |
| ------- | ------- | ----- | ------ | ----- |
| Kamerun | —       | 2 – 1 | 0 – 0  | 3 – 0 |
| Gabon   | 0 – 2   | —     | 3 – 1  | 3 – 0 |
| Maroko  | 0 – 2   | 1 – 2 | —      | 0 – 0 |
| Togo    | 1 – 0   | 1 – 0 | 1 – 1  | —     |

- Kamerun postoupil na Mistrovství světa ve fotbale 2010.
- Na Africký pohár národů 2010 se kvalifikovaly týmy  Kamerun,  Gabon,  Togo.

### Skupina 2
| Tým      | Z | V | R | P | GV | GI | +/− | B  |
| -------- | - | - | - | - | -- | -- | --- | -- |
| Nigérie  | 6 | 3 | 3 | 0 | 9  | 4  | +5  | 12 |
| Tunisko  | 6 | 3 | 2 | 1 | 7  | 4  | +3  | 11 |
| Mosambik | 6 | 2 | 1 | 3 | 3  | 5  | −2  | 7  |
| Keňa     | 6 | 1 | 0 | 5 | 5  | 11 | −6  | 3  |

|          | Keňa  | Mosambik | Nigérie | Tunisko |
| -------- | ----- | -------- | ------- | ------- |
| Keňa     | —     | 2 – 1    | 2 – 3   | 1 – 2   |
| Mosambik | 1 – 0 | —        | 0 – 0   | 1 – 0   |
| Nigérie  | 3 – 0 | 1 – 0    | —       | 2 – 2   |
| Tunisko  | 1 – 0 | 2 – 0    | 0 – 0   | —       |

- Nigérie postoupila na Mistrovství světa ve fotbale 2010.
- Na Africký pohár národů 2010 se kvalifikovaly týmy  Nigérie,  Tunisko,  Mosambik.

### Skupina 3
| Tým      | Z | V | R | P | GV | GI | +/− | B  |
| -------- | - | - | - | - | -- | -- | --- | -- |
| Alžírsko | 6 | 4 | 1 | 1 | 9  | 4  | +5  | 13 |
| Egypt    | 6 | 4 | 1 | 1 | 9  | 4  | +5  | 13 |
| Zambie   | 6 | 1 | 2 | 3 | 2  | 5  | −3  | 5  |
| Rwanda   | 6 | 0 | 2 | 4 | 1  | 8  | −7  | 2  |

|          | Alžírsko | Egypt | Rwanda | Zambie |
| -------- | -------- | ----- | ------ | ------ |
| Alžírsko | —        | 3 – 1 | 3 – 1  | 1 – 0  |
| Egypt    | 2 – 0    | —     | 3 – 0  | 1 – 1  |
| Rwanda   | 0 – 0    | 0 – 1 | —      | 0 – 0  |
| Zambie   | 0 – 2    | 0 – 1 | 1 – 0  | —      |

- Týmy  Alžírsko a  Egypt měly stejný počet bodů a úplně identické skóre i vzájemné zápasy. O postupu na Mistrovství světa ve fotbale 2010 rozhodl dodatečný zápas na neutrální půdě, který vyhrálo Alžírsko 1 – 0.
- Na Africký pohár národů 2010 se kvalifikovaly týmy  Alžírsko,  Egypt,  Zambie.

### Skupina 4
| Tým   | Z | V | R | P | GV | GI | +/− | B  |
| ----- | - | - | - | - | -- | -- | --- | -- |
| Ghana | 6 | 4 | 1 | 1 | 9  | 3  | +6  | 13 |
| Benin | 6 | 3 | 1 | 2 | 6  | 6  | 0   | 10 |
| Mali  | 6 | 2 | 3 | 1 | 8  | 7  | +1  | 9  |
| Súdán | 6 | 0 | 1 | 5 | 2  | 9  | −7  | 1  |

|       | Benin | Ghana | Mali  | Súdán |
| ----- | ----- | ----- | ----- | ----- |
| Benin | —     | 1 – 0 | 1 – 1 | 1 – 0 |
| Ghana | 1 – 0 | —     | 2 – 2 | 2 – 0 |
| Mali  | 3 – 1 | 0 – 2 | —     | 1 – 0 |
| Súdán | 1 – 2 | 0 – 2 | 1 – 1 | —     |

- Ghana postoupila na Mistrovství světa ve fotbale 2010.
- Na Africký pohár národů 2010 se kvalifikovaly týmy  Ghana,  Mali,  Benin.

### Skupina 5
| Tým               | Z | V | R | P | GV | GI | +/− | B  |
| ----------------- | - | - | - | - | -- | -- | --- | -- |
| Pobřeží slonoviny | 6 | 5 | 1 | 0 | 19 | 4  | +15 | 16 |
| Burkina Faso      | 6 | 4 | 0 | 2 | 10 | 11 | −1  | 12 |
| Malawi            | 6 | 1 | 1 | 4 | 4  | 11 | −7  | 4  |
| Guinea            | 6 | 1 | 0 | 5 | 7  | 14 | −7  | 3  |

|                   | Burkina Faso | Pobřeží slonoviny | Guinea | Malawi |
| ----------------- | ------------ | ----------------- | ------ | ------ |
| Burkina Faso      | —            | 2 – 3             | 4 – 2  | 1 – 0  |
| Pobřeží slonoviny | 5 – 0        | —                 | 3 – 0  | 5 – 0  |
| Guinea            | 1 – 2        | 1 – 2             | —      | 2 – 1  |
| Malawi            | 0 – 1        | 1 – 1             | 2 – 1  | —      |

- Pobřeží slonoviny postoupilo na Mistrovství světa ve fotbale 2010.
- Na Africký pohár národů 2010 se kvalifikovaly týmy  Pobřeží slonoviny,  Burkina Faso a  Malawi.